# Mỏ sẻ
Mỏ sẻ, lài sao/nhài sao hay lạc thạch (danh pháp hai phần: Trachelospermum jasminoides) là một loài thảo mộc dây leo thuộc họ La bố ma với bản địa là Đông Nam Á lan sang Hoa Nam, Triều Tiên và Nhật Bản.

## Miêu tả
Mỏ sẻ là một cây không thay lá, loại dây leo thân gỗ, có thể mọc cao đến 3 m. Lá mỏ sẻ mọc đối, hình bầu dục hoặc thuôn nhọn, dài 2-10 cm, rộng khoảng 1-4,5 cm.
Hoa mỏ sẻ có hương thơm, sắc trắng, đường kính 1–2 cm. Hoa dạng ống, xòe ra thành năm cánh. Trái dạng thuôn, dài 10–25 cm, trong có nhiều hột.

## Canh tác
Mỏ sẻ được trồng làm cây cảnh để trong chậu. Nếu trồng xuống đất, cây có thể để mọc lan, phủ xanh bãi trống hoặc cho trèo lên giàn.

## Giá trị kinh tế
Vì sẵn hương thơm, hoa mỏ sẻ được cất lấy tinh dầu. Thân cây có thể đem chế biến dùng xơ lấy sợi như cây đay.

## Thư viện ảnh

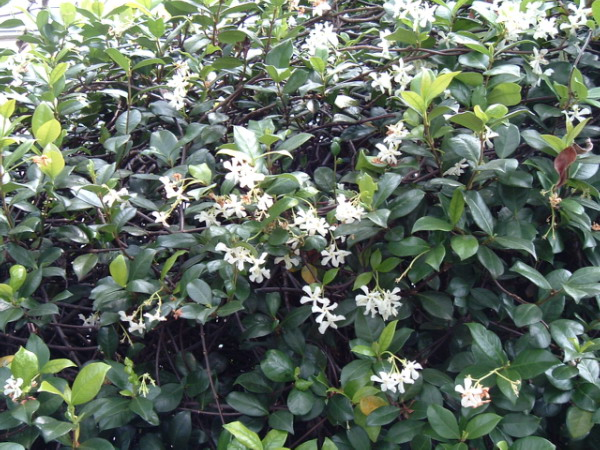
Mỏ sẻ ra hoa
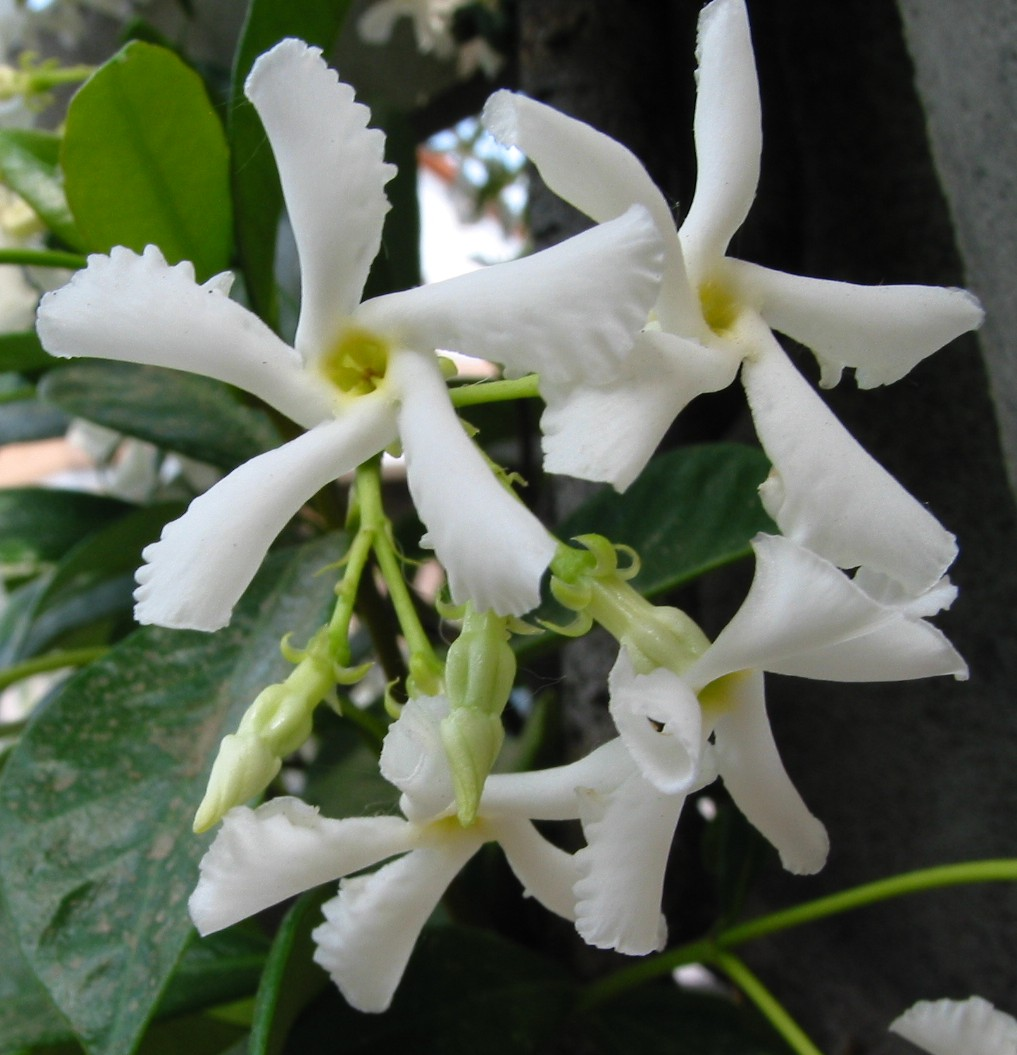
Hoa mỏ sẻ
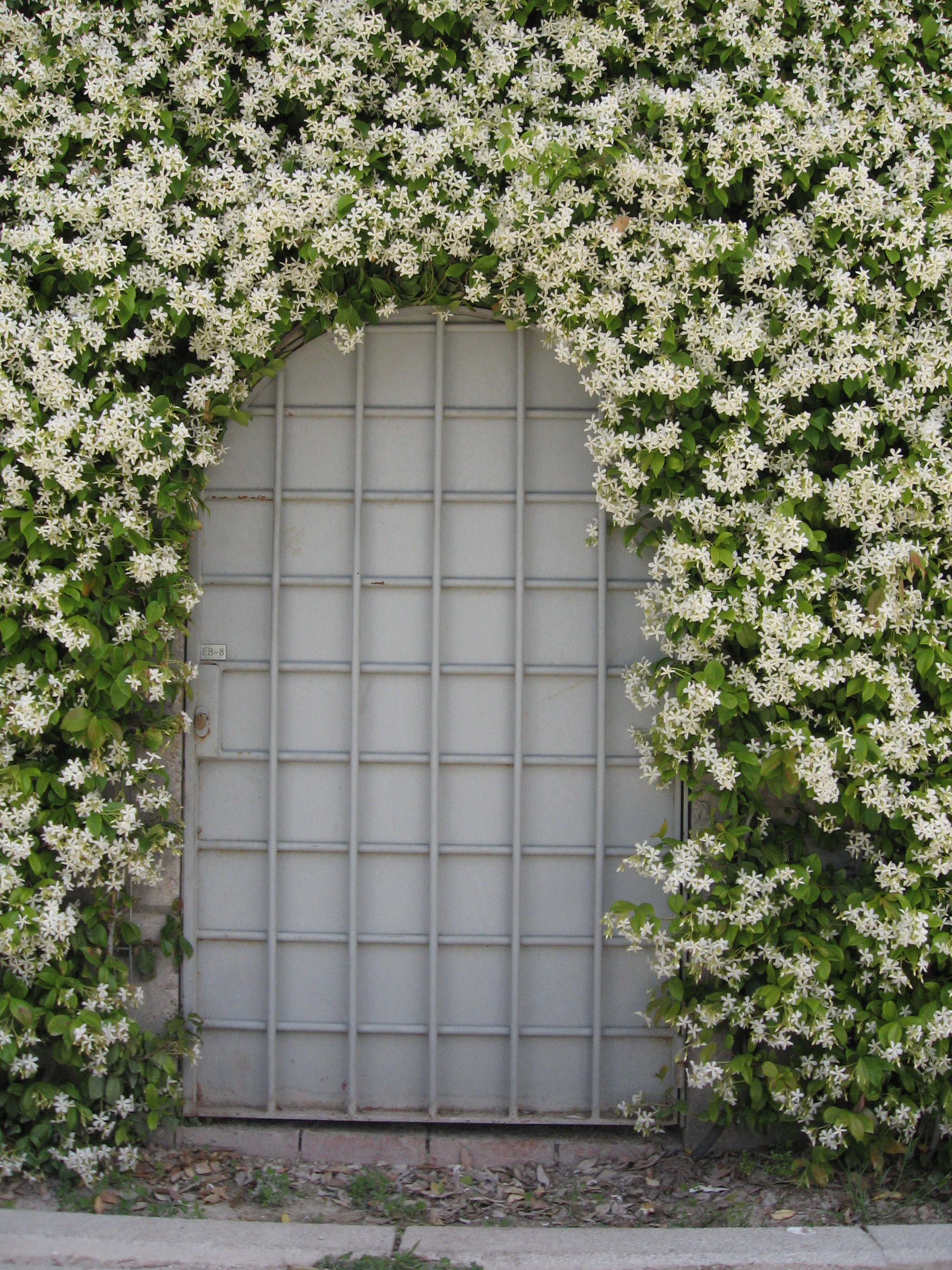
Hoa nở trên giàn